# Николас I Шлик фон Басано-Вайскирхен
Николас I Шлик фон Басано-Вайскирхен (на немски: Nicolas I (III) Schlick, Graf von Passaun-Weisskirchen; * ок. 1450; † 1522) от „род Шлик“ е граф на Пасаун (Басано дел Грапа, Италия) и Вайскирхен („Холич“ в Словакия).
Той е син на граф Матеус Шлик фон Басано-Вайскирхен († 1487), бургграф на Локет и Егер/Хеб в Бохемия, и съпругата му Кунигунда фон Шварценберг-Зайнсхайм († 1469), дъщеря на фрайхер Еркингер I фон Шварценберг (1362 – 1437) и Барбара фон Абенсберг († 1448), дъщеря на Йобст фон Абенсберг († 1428) и графиня Агнес фон Шаунберг († 1412). Внук е на търговеца и съветника Хайнрих Шлик, господар на Пасаун († 1425) и Констанца фон Колалто, маркграфиня на Тревизо (* ок. 1365), родителите и на влиятелния Каспар Шлик († 1449), канцлер на Свещената Римска империя, и Хайнрих II Шлик († ок. 1448), княжески епископ на Фрайзинг (1443 – 1448).
Брат е на граф Хиронимус Шлик фон Басано-Вайскирхен († 1491) и граф Каспар II Шлик фон Пасаун и Вайскирхен († пр. 1516). След смъртта на баща му наследството е поделено между тримата братя.

## Фамилия
Николас I Шлик фон Басано-Вайскирхен се жени ок. 1476 г. за Барбара Шенк фон Таутенбург (* ок. 1455; † 19 ноември 1546), дъщеря на граф Лудвиг Шенк фон Таутенбург († сл. 1466) и графиня Констанца фон Глайхен (* ок. 1426), дъщеря на граф Ернст VIII фон Глайхен († 1426, Аусиг) и Маргарета фон Хенеберг-Шлойзинген († 1427). Те имат децата:
- Анна Шлик (* ок. 1477), омъжена ок. 1499 г. за Йохан Млади фон Вартенберг (* ок. 1463; † 1532), син на Йохан Стари фон Вартенберг, господар на Течен († 1464) и Катарина (Елизабет) фон Кунщат († 1480)
- дъщеря, омъжена за Адалберт Шлик (* ок. 1490, † сл. 1556)
- Бригита Шлик, монахиня
- Маргарета Шлик, омъжена за Бохуслав VIII зе Швамберка († 5 август 1512)
- Албинус II Шлик (* пр. 1500; † пр. 1551, Вендерслебен, Тюрингия), женен за Бригита фон Лайсник (* 13 октомври 1495; † 1566)
- Викторин I Шлик (* ок. 1500; † 1558), женен за Секундита фон Щауф-Еренфелс
- Волфганг Шлик (* ок. 1500; † 12 март 1556), женен за Анна Плухова з Рабщежна († 1585)
- Кристоф I Шлик († сл. 1501; † 26 май 1527, убит в Рим), женен за Катерина з Коловрат
- Барбора Шлик (* ок. 1505; † 13 май 1570), омъжена за Албрехт Краковски з Коловрат († 1543/75)